# Отдел пропаганды ЦК КПК

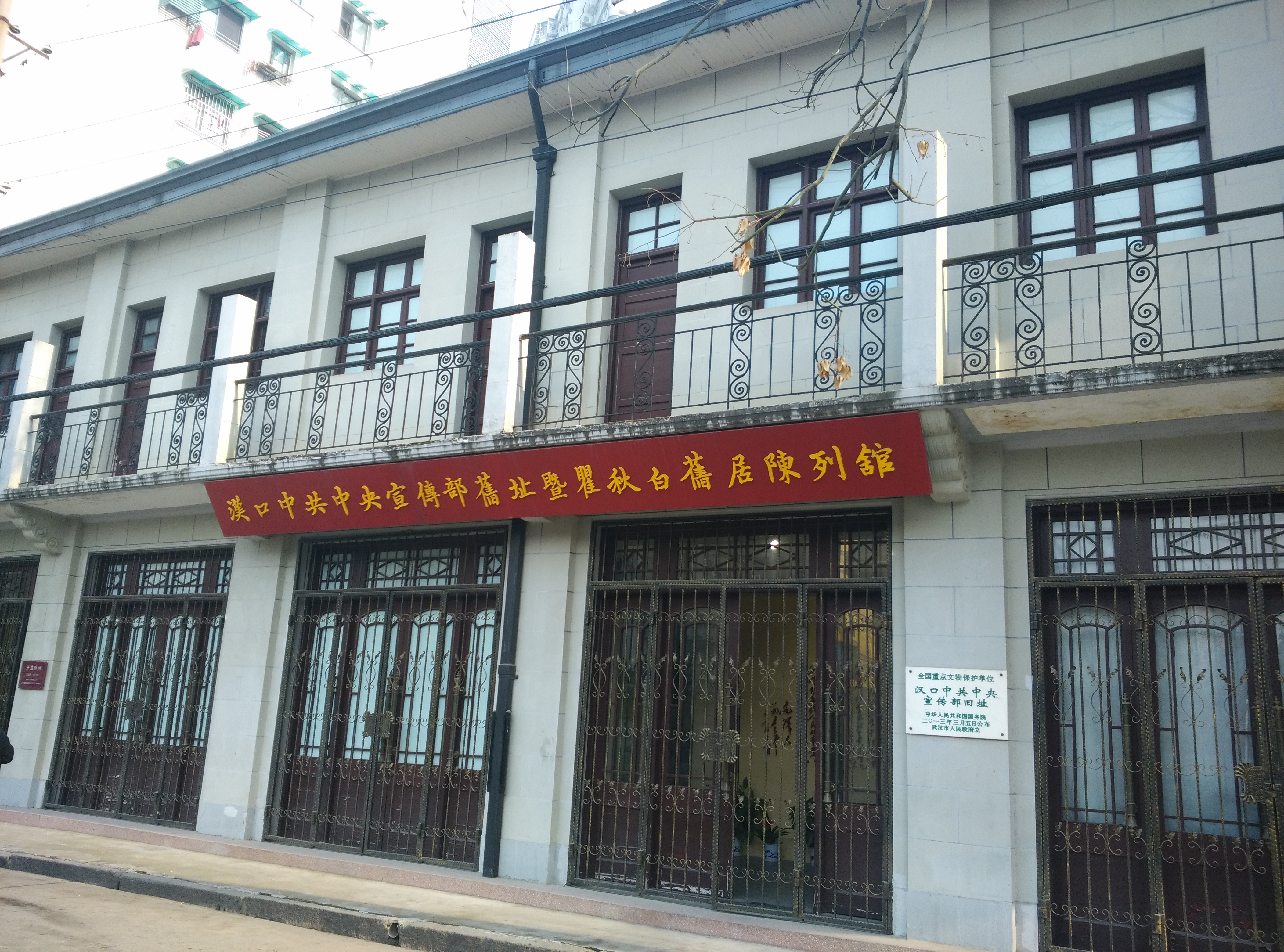
Боковая фотография бывшего здания отдела пропаганды Центрального комитета Коммунистической партии Китая в Ханькоу и выставочного зала бывшей резиденции Цюй Цюбая.

Отдел пропаганды Центрального комитета Коммунистической партии Китая (кит. трад. 中國共產黨中央委員會宣傳部, упр. 中国共产党中央委员会宣传部, пиньинь Zhōngguó Gòngchǎndǎng Zhōngyāng Wěiyuánhuì Xuānchuánbù; сокр. кит. упр. 中共中央宣传部, пиньинь Zhōnggòng Zhōngyāng Xuānchuánbù) — структурное подразделение Коммунистической партии Китая. Считается одной из авторитетнейших партийных организаций. Отвечает за контроль над СМИ и цензуру.

## История
В 1921 году по итогам I съезда КПК было создано Управление пропаганды ЦК КПК. В мае 1924 года было официально заявлено о создании отдела пропаганды ЦК КПК. Во время Культурной революции отдел пропаганды был упразднен. В октябре 1977 году после XI съезда КПК отдел пропаганды был восстановлен.

## Функции
Важнейшей функцией отдела пропаганды ЦК КПК является контроль за идеологией, прессой и телевидением, политикой в сфере образования. Отдел пропаганды осуществляет контроль над СМИ, сетью учреждений и органов (в том числе над структурами Государственного совета КНР, провинциальных и муниципальных правительств), ведающих вопросами культуры, печати, издательского дела, телевидения и кино, радио.

## Заведующие
- 1982—1985 Дэн Лицюнь
- 1985—1987 Zhu Houze[англ.]
- 1987—1992 Wang Renzhi
- 1992—2002 — Дин Гуаньгэнь
- 2002—2012 — Лю Юньшань
- 2012—2017 — Лю Цибао
- 2017—2022 — Хуан Куньмин
- с 26 октября 2022 — Ли Шулэй

Заведующий Отделом пропаганды с ЦК КПК 14 созыва (1992 г.) также состоит членом Политбюро и Секретариата ЦК.